# Lista de filmes portugueses de 1924
Lista de filmes portugueses de longa-metragem lançados comercialmente em Portugal em 1924, nas salas de cinema.
Notas: Na secção coprodução, passando o cursor sobre a bandeira aparecerá o nome do país correspondente.
| # | Filme                   | Realização                         | Género         | Estreia        | Coprodução |
| - | ----------------------- | ---------------------------------- | -------------- | -------------- | ---------- |
| 1 | O Rei da Força          | Ernesto de Albuquerque             | Drama          | 14 de janeiro  | —          |
| 2 | Tragédia de Amor        | António Pinheiro                   | Drama          | 4 de fevereiro | —          |
| 3 | Aventuras de Agapito    | Roger Lion Maurice Mariaud         | Comédia        | 17 de março    | —          |
| 4 | O Fado                  | Maurice Mariaud                    | Drama          | 17 de março    |            |
| 5 | A Morgadinha de Valflor | Ernesto de Albuquerque Erico Braga | Drama          | 5 de abril     | —          |
| 6 | Tinoco em Bolandas      | António Pinheiro                   | Comédia        | 7 de abril     | —          |
| 7 | O Groom do Ritz         | Reinaldo Ferreira                  | Drama, comédia | 17 de julho    | —          |